# باول وليامز (مهندس معماري)
باول وليامز (بالإنجليزية: Paul Williams)‏ هو مهندس معماري أمريكي، ولد في 18 فبراير 1894 في لوس أنجلوس في الولايات المتحدة، وتوفي بنفس المكان في 23 يناير 1980.

## وصلات خارجية
- بول وليامز على موقع الموسوعة البريطانية (الإنجليزية)